# Bannacker

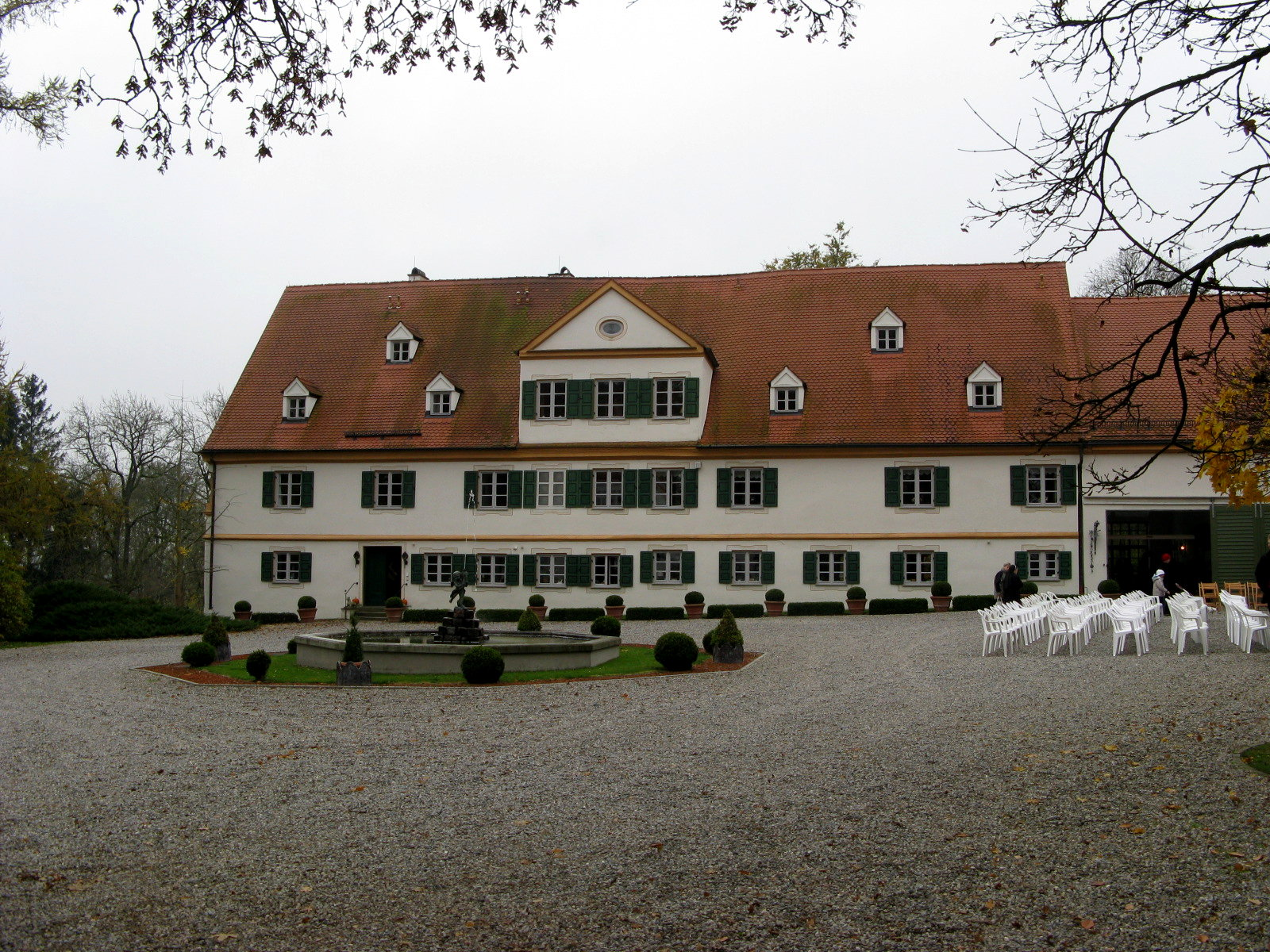
Sogenanntes altes Herrenhaus

Bannacker ist ein Weiler im Augsburger Stadtteil Bergheim. Bis zur Eingemeindung Bergheims im Jahr 1972 war Bannacker ein Ortsteil der Landkreisgemeinde. Der Weiler besteht aus wenigen Wohn- und Wirtschaftsgebäuden, einem Gutshof sowie einer kleinen Kapelle.
Sowohl der Gutshof (Bannacker 1 und 3) mitsamt der Kapelle St. Leonhard als auch das Alte Herrenhaus (Bannacker 2) sind als Einzeldenkmäler in der Bayerischen Denkmalliste geführt. Zudem bildet der gesamte Weiler ein Denkmalensemble.

## Geschichte
Erstmals findet Bannacker als Besitz zweier Brüder, die sich „miles de Bonacker“ nannten Erwähnung. Es ist nicht gesichert, wie Bannacker zu diesem Zeitpunkt ausgesehen hat. Um 1237 ging das Anwesen durch Schenkung an das Heilig-Geist-Spital in Augsburg über, das Wappen von Bannacker wurde mit dem Wappen des Heilig-Geist-Spitals zusammen geführt.
Wie aus alten Karten ersichtlich, war Bannacker eine Ansammlung von bäuerlichen Gehöften. Während der Säkularisation erwarb Johann Gottlieb Süßkind, der 1821 in den Freiherrenstand erhoben wurde, Bannacker zusammen mit den zugehörigen Waldungen und Land vom Heilig-Geist-Spital und errichtete ein Sommerhaus mit zwei Flügeln und entsprechender Ausstattung. Die üppige Bemalung der Wohnräume ist noch heute teilweise im Herrenhaus erhalten. Nach dem Tode von Johann Gottlieb Freiherr von Süßkind verkaufte dessen Tochter Henriette den Wald (Spitalwald) an die Fürsten Fugger-Babenhausen und das Land und die Gebäude an die Familie Deuringer.

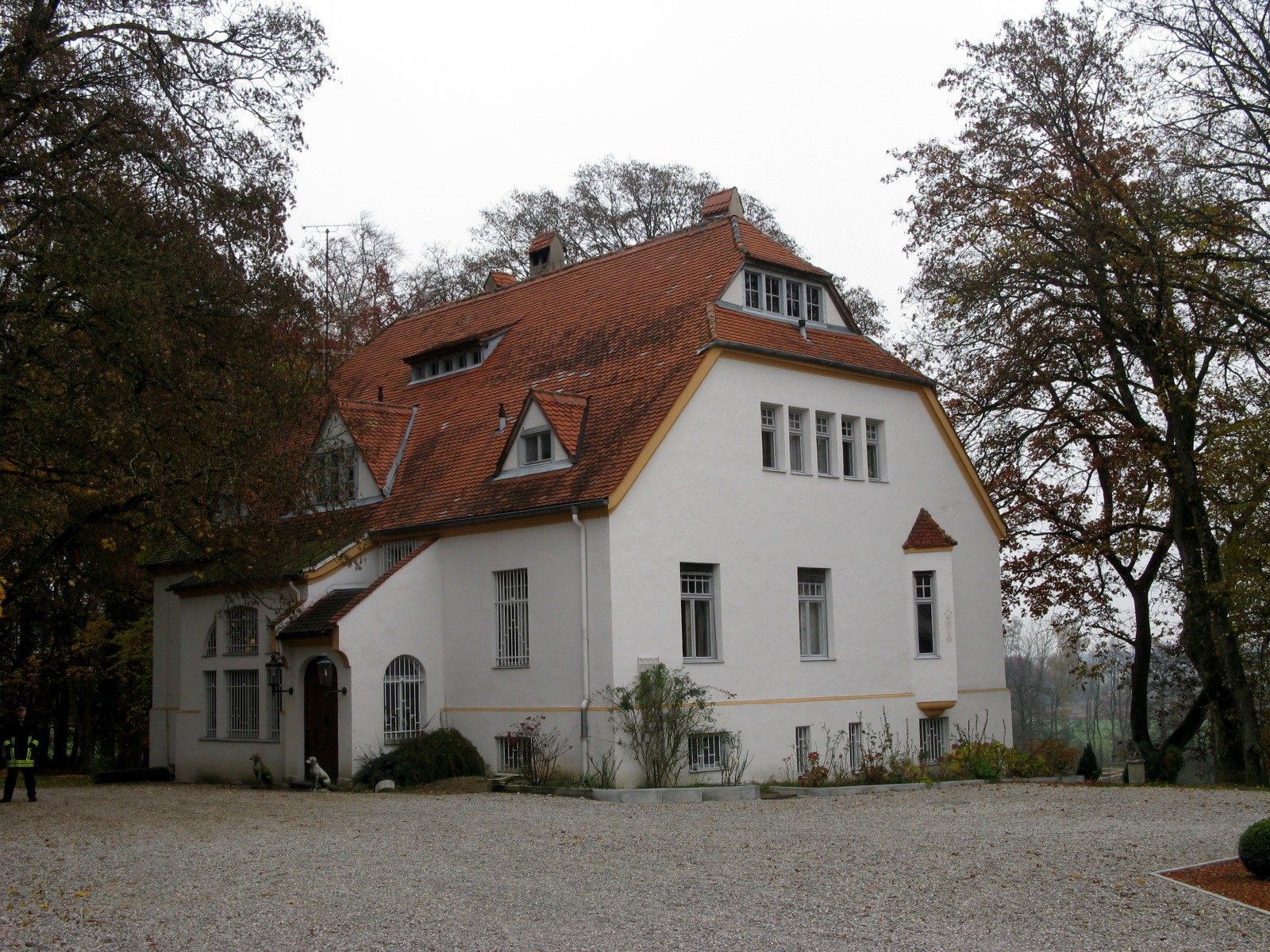
Villa

Die Familie Deuringer, da kinderlos, verkaufte das Hofgut Bannacker an die Familie Fugger-Babenhausen. Fürstin Eleonora Fugger von Babenhausen modernisierte den Betrieb, errichtete landwirtschaftliche Bauten und auch die sogenannte Villa (Haus Nr. 6), da das Bauernhaus (Haus Nr. 2), das spätere sogenannte alte Herrenhaus für etwas gehobenere Wohnansprüche nicht mehr geeignet war und zwischenzeitlich durch das Hinzufügen von Stallungen zu einem Bauernhaus umgebaut worden war. Eine Fotografie zeigt die Fürstin und Freunde zu Pferd im Hof des Anwesens. Tatsächlich sollte das Gut zur Pferdezucht von Polopferden dienen, was allerdings aufgrund des rauen Klimas und der großen Feuchtigkeit fehlschlug. Das alte Gutshaus erhielt die Bezeichnung „altes Herrenhaus“ offiziell durch Herrn Konstantin Bertele bei der Erstellung der bayerischen Denkmalliste Anfang der 1970er Jahre.
Im Jahr 1931 erwarb die in Berlin ansässige Familie Richard Weininger (* 1887 in Baden bei Wien – † 1979 in den USA, Bruder des Bruder des Philosophen Otto Weininger) das Hofgut Bannacker. Er errichtete einen Poloplatz, um während der Saison Polospiele mit seinem Poloteam „The Bendlers“ durchführen zu können, denn Unterbringungsmöglichkeiten für die Pferde waren teilweise durch den Gestütsversuch bereits vorhanden. Außerdem wurde ein Stall für Pferde für die Fuchsjagd eingerichtet, den dessen Frau betreute. Ein „Polo- und Reitclub“ wurde entgegen manchen Veröffentlichungen nicht errichtet. Mit dem Tode des Fürsten Georg Fugger im Jahre 1935, des Mitbegründers der Polospiele, endeten diese. Damit endeten auch die saisonbedingten Aufenthalte von Herrn Weininger in Bannacker. Frau Weininger etablierte nun ein Hachschara-Stätte zur Vorbereitung von Juden auf die Auswanderung nach Palästina.

„Da Herr und Frau Weininger nun aber doch „jüdischer Herkunft“ (1906 soll auch Richard konvertiert sein) waren, war es nach den herrschenden Verhältnissen der 1930er Jahre schließlich unvermeidlich, dass sie das Landgut bei Bobingen aufgeben mussten. In der Zeit von Juni bis Ende des Jahres 1936, offensichtlich im Zusammenhang mit der „gemäßigten“ Haltung des Nazi-Regimes um die Zeit der Olympiade befand sich in
Haus 3 des Bannacker Anwesens eine Ausbildungsstätte der zionistischen Bewegung החלוץ („heChalutz“ – der Pionier) in der etwa ein Dutzend sog. „Umschichtlicher“, die im Bereich Landbau, Garten- und Feldarbeit auf entsprechende Tätigkeiten in Israel vorbereitet werden sollten.“

Nach Albert J. Phiebig, der als Statistiker für die Reichsvertretung der Deutschen Juden arbeitete, befanden sich am 1. August 1938 noch 14 Auszubildende in Bannacker. Die Weiningers waren zu diesem Zeitpunkt schon nicht mehr die Eigentümer des Hofgutes. Sie waren im Jahre 1937 von den Nazis zum Verkauf des Gutes gezwungen worden, wie Weininger in seinen Memoiren schrieb:

„… die schwarze SS erschien wieder auf Gut Bannacker und die bayerischen Staatsbehörden ordneten den Verkauf des gesamten Anwesens an. Tatsächlich handelte es sich um eine Enteignung – ganz einfach.“

Anfang 1938 übersiedelten die Weiningers in die tschechische Heimat von Richard Weiningers Frau und emigrierten später in die USA.

Gut Bannacker, Rückansicht von Südwesten

Das Hofgut konnte später von der Familie Bertele übernommen werden. Im Jahre 1992 entschied sich die Familie Bertele, die Villa (Haus Nr. 6), das sogenannte alte Herrenhaus (Haus Nr. 2) und zwei Pferdekoppeln aus dem Gut Bannacker auszugliedern, zu einem selbständigen Anwesen zu machen und zu verkaufen. Alle anderen Gebäude, die St. Leonhard-Kapelle, landwirtschaftliche Flächen, der Forst, Straßen, Wege und Gewässer verblieben zunächst im Besitz der Familie Bertele, die allerdings aufgrund finanzieller Schwierigkeiten bald zu stückweisen Verkäufen gezwungen war.
Im Jahre 1993 erwarb Herr Bernward M. Boecker, Spross einer alten Unternehmerfamilie aus Westfalen, die in den 1930er Jahren nach Augsburg kam, das vom Gut Bannacker abgetrennte, stark baufällige und von Ungeziefer befallene Anwesen. Vom Augsburger Architektenbüro Gottfried Schröder wurde ein neues, vielfach prämiertes Konzept der Integration der stark baufälligen Substanz in einen Neubau umgesetzt. Aus den Pferdeställen und der Garage im alten Herrenhaus entstanden so Wohnräume. Die alte Reithalle, wurde zu einem Saal umgebaut, in dem mittlerweile international gefeierte Konzerte und Tonaufnahmen stattfinden. Außerdem wurde ein Brunnen im Innenhof errichtet.

## Kapelle St. Leonhard

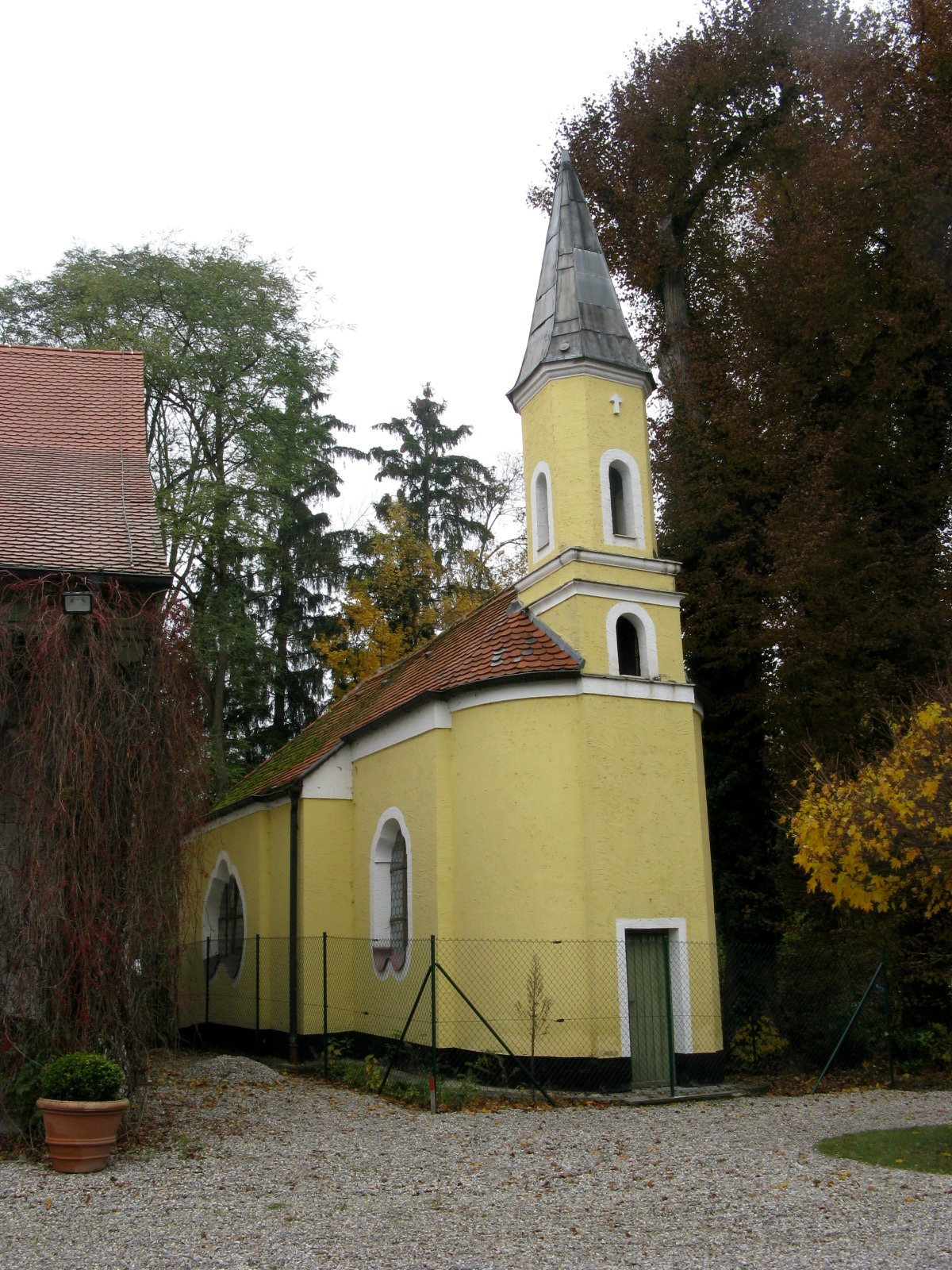
Leonhardskapelle Privatbesitz

Die Kapelle St. Leonhard (erbaut 1748 von Joseph Dossenberger d.J) gehört nicht mehr zum Gut Bannacker, sie befindet sich im Privatbesitz. Sie ist von dem Anwesen Boecker durch einen Zaun getrennt. Im Jahre 1986 organisierte der ehemalige Eigentümer Stefan Bertele zusammen mit pferdebegeisterten Bergheimern den ersten Ritt (Leonhardiritt) von Bergheim zur Kapelle in Bannacker mit anschließender Pferdeweihe. Mangels Interesse und aufgrund der Tatsache, dass der Bergheimer Organisator zwischenzeitlich aus Bergheim weggezogen war, wurden die Ritte eingestellt. In den 1990er Jahren nahm die ARGE der Bergheimer Vereine zusammen mit dem Eigentümer des Anwesens Boecker Ritte nach Bannacker wieder auf. Dem damaligen Eigentümer wurde durch die ARGE Bergheim mitgeteilt, dass die Kapelle hierfür nicht benötigt wird. Die Ritte finden seitdem jeweils am zweiten Wochenende im November unter reger Anteilnahme statt, ohne die St. Leonhard-Kapelle zu nutzen, was aufgrund der Teilnehmerzahl auch unmöglich wäre. Vielmehr findet ein Gottesdienst mit anschließender Segnung der Pferde (und anderer Tiere) im Hof des Herrenhauses statt.

## Konzerte in Bannacker
Seit dem Jahr 2002 finden im Saal des Herrenhauses Bannacker regelmäßig Konzerte mit international bedeutenden Künstlern statt. Hierzu gehoeren Hannelore Elsner, Peter Simonischek, Sebastian Knauer, Daniel Hope, Wu Han, David Finckel, Daniel Müller-Schott, Josef Bulva, das Henschel Quartett und viele weitere Stars der Klassik. Im Park finden dazu Garden Partys und Picknicks statt. Vielfach wird das Anwesen nunmehr mit dem englischen Glyndebourne verglichen.
Neben den Konzerten finden im Herrenhaus Bannacker gesellschaftliche Ereignisse statt, wie Vernissagen (bspw. mit dem italienischen Maler Mauro Bergonzoli), Bälle und Empfänge meist zugunsten der zahlreichen, gemeinnützigen Einrichtungen der Eigentümer.

## Veröffentlichung
- Christof Metzger: Landsitze Augsburger Patrizier. München / Berlin 2005, ISBN 3-422-06574-1.
- Georg Kuhn: Bannacker ein Weiler mit Vergangenheit, 1996.